# São Brás de Alportel
São Brás de Alportel is een plaats en gemeente in het Portugese district Faro.
De gemeente heeft een totale oppervlakte van 150 km² en telde 10.032 inwoners in 2001.

## Afbeeldingen

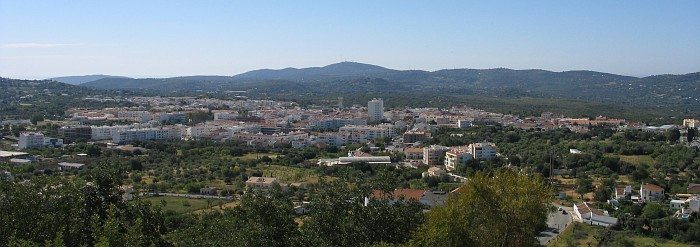
Gezicht op São Brás de Alportel
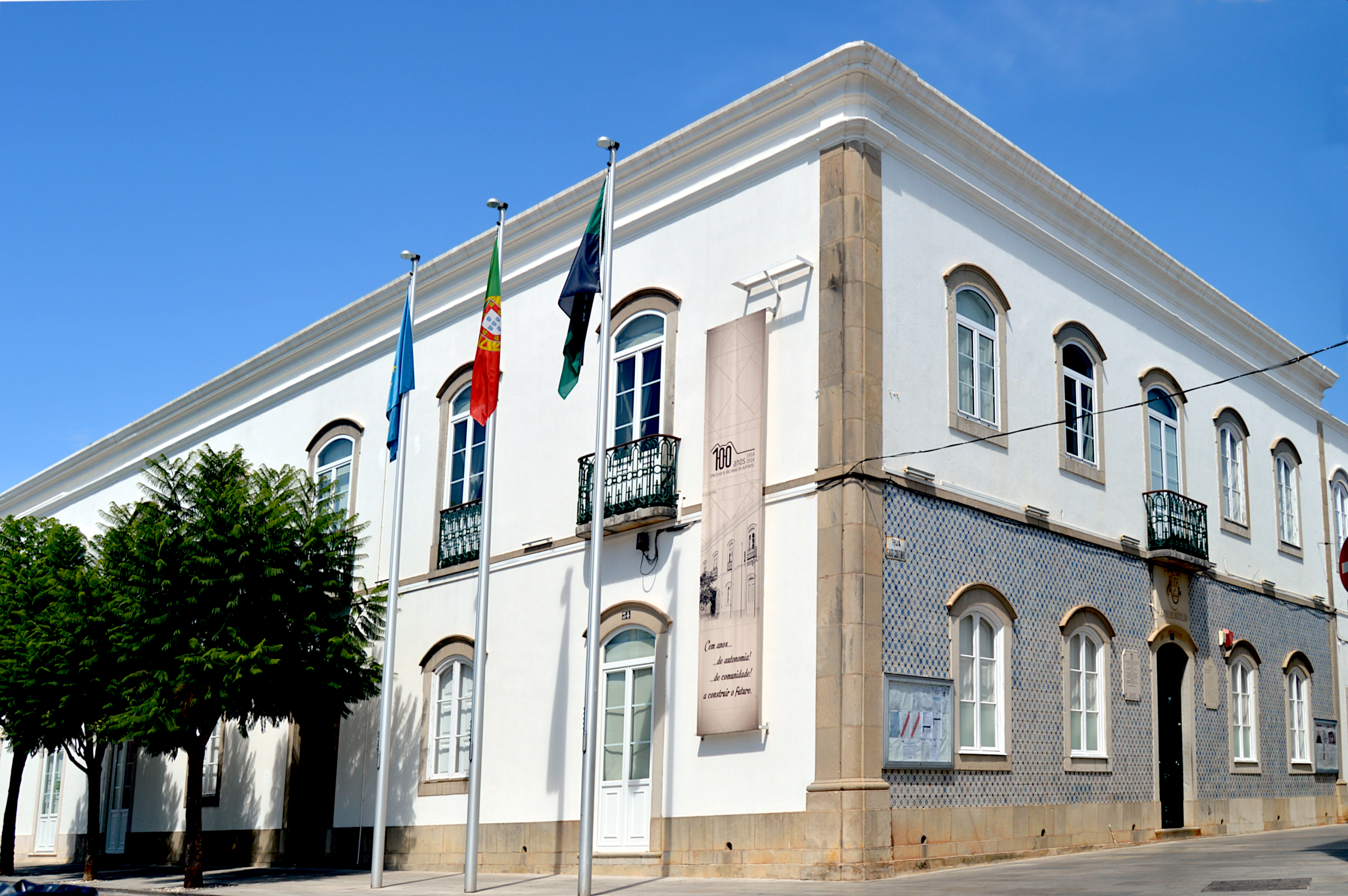
Gemeentehuis
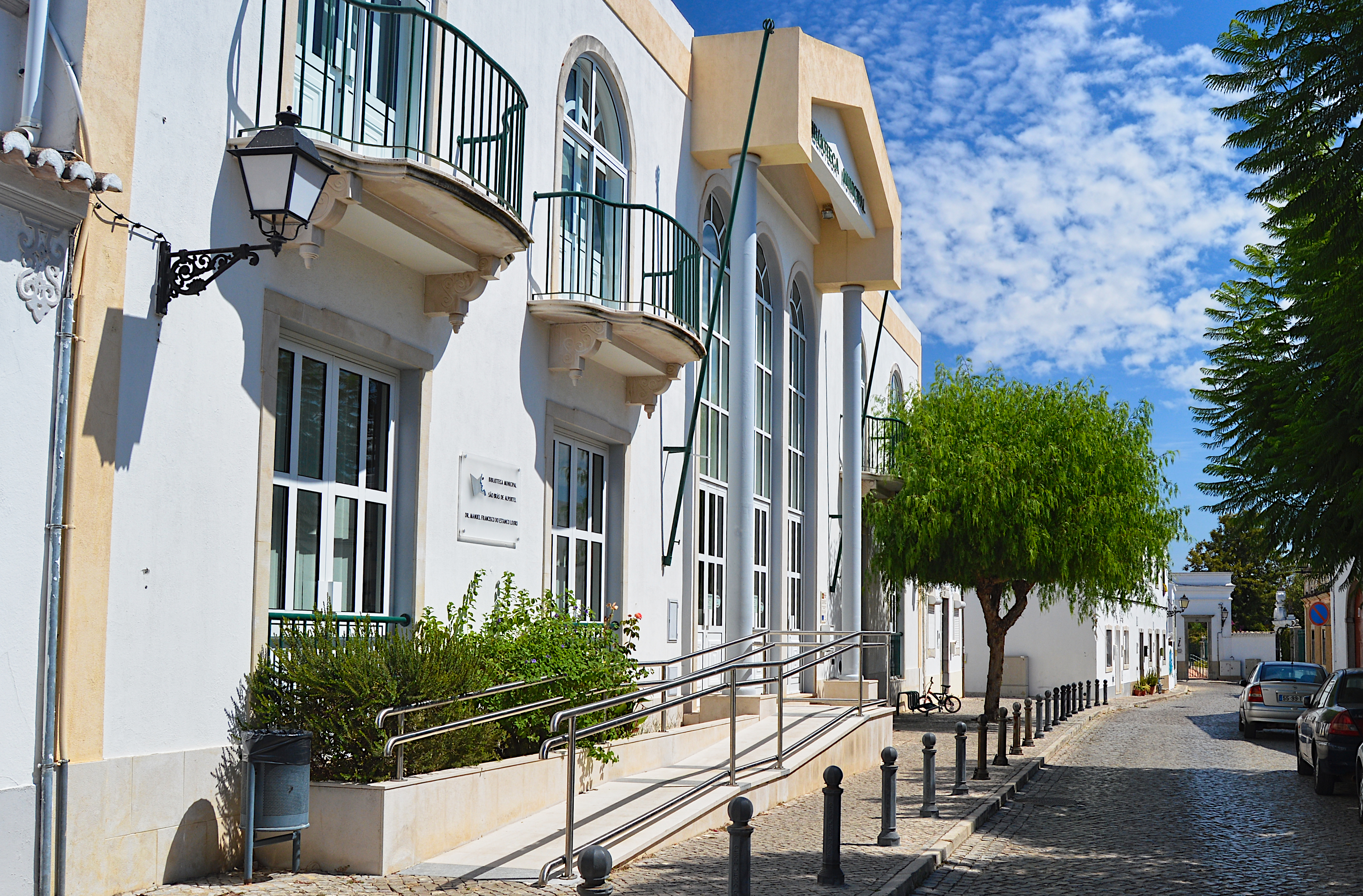
Bibliotheek
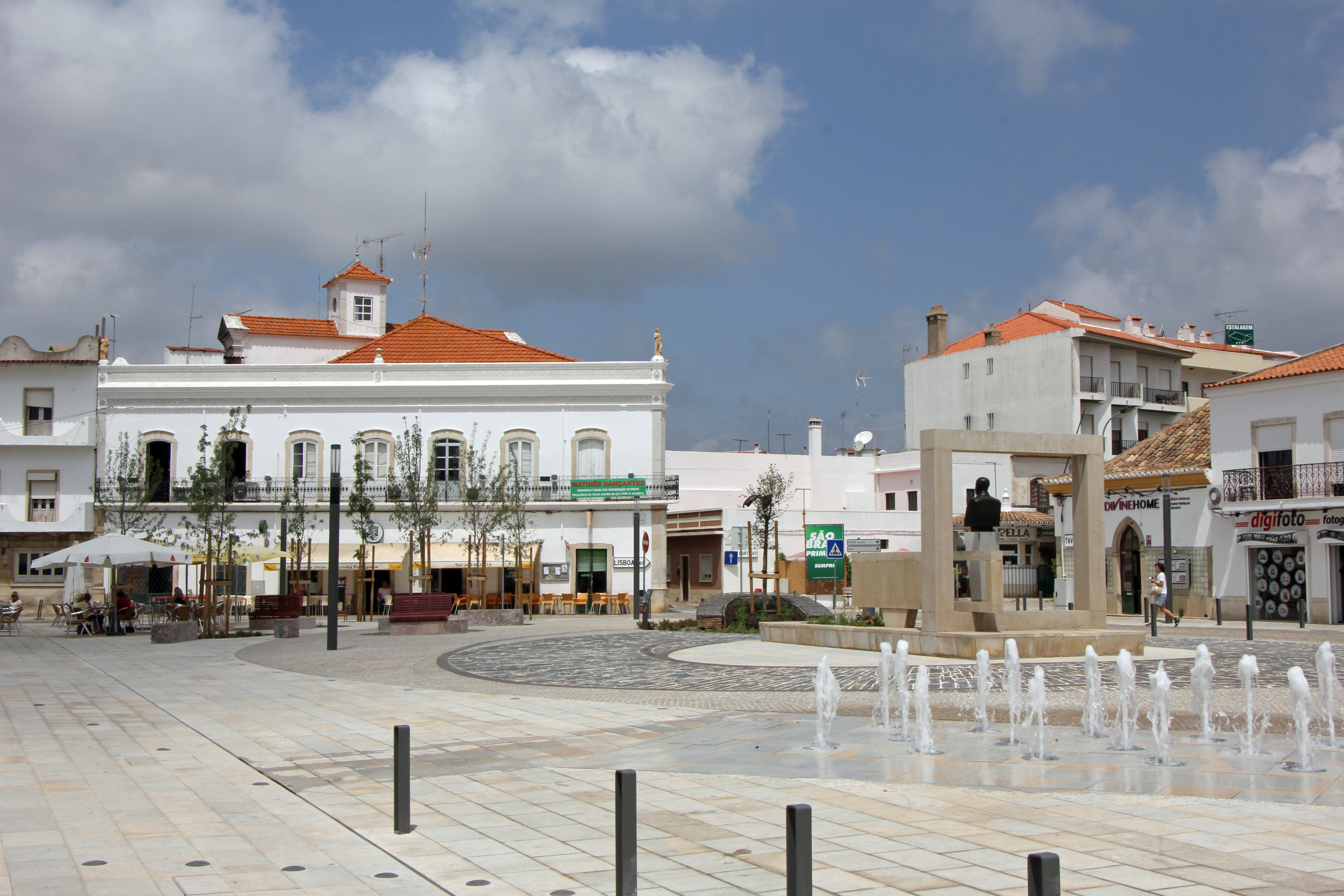
Largo des São Sebastião
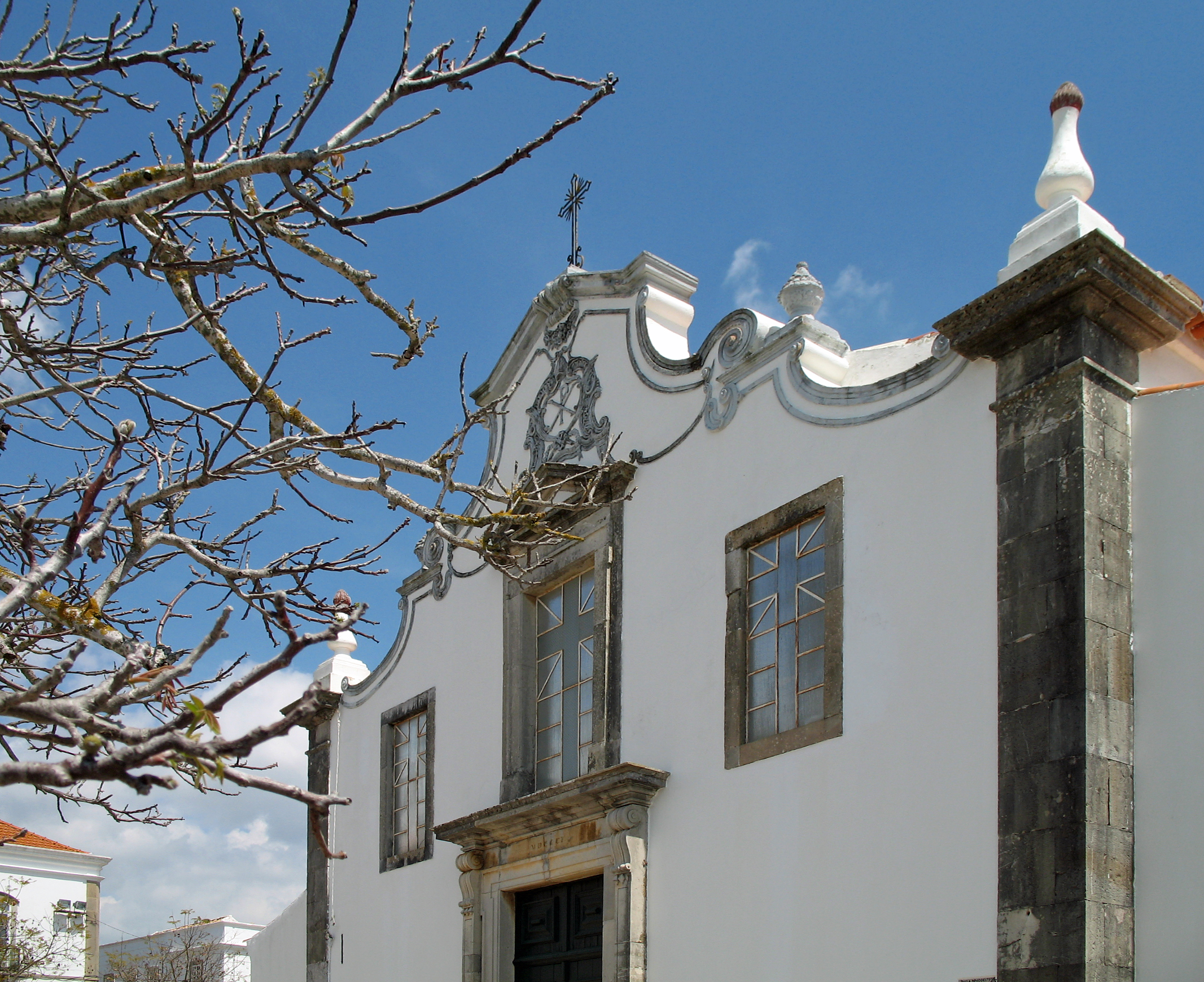
Hoofdkerk (Igreja Matriz)
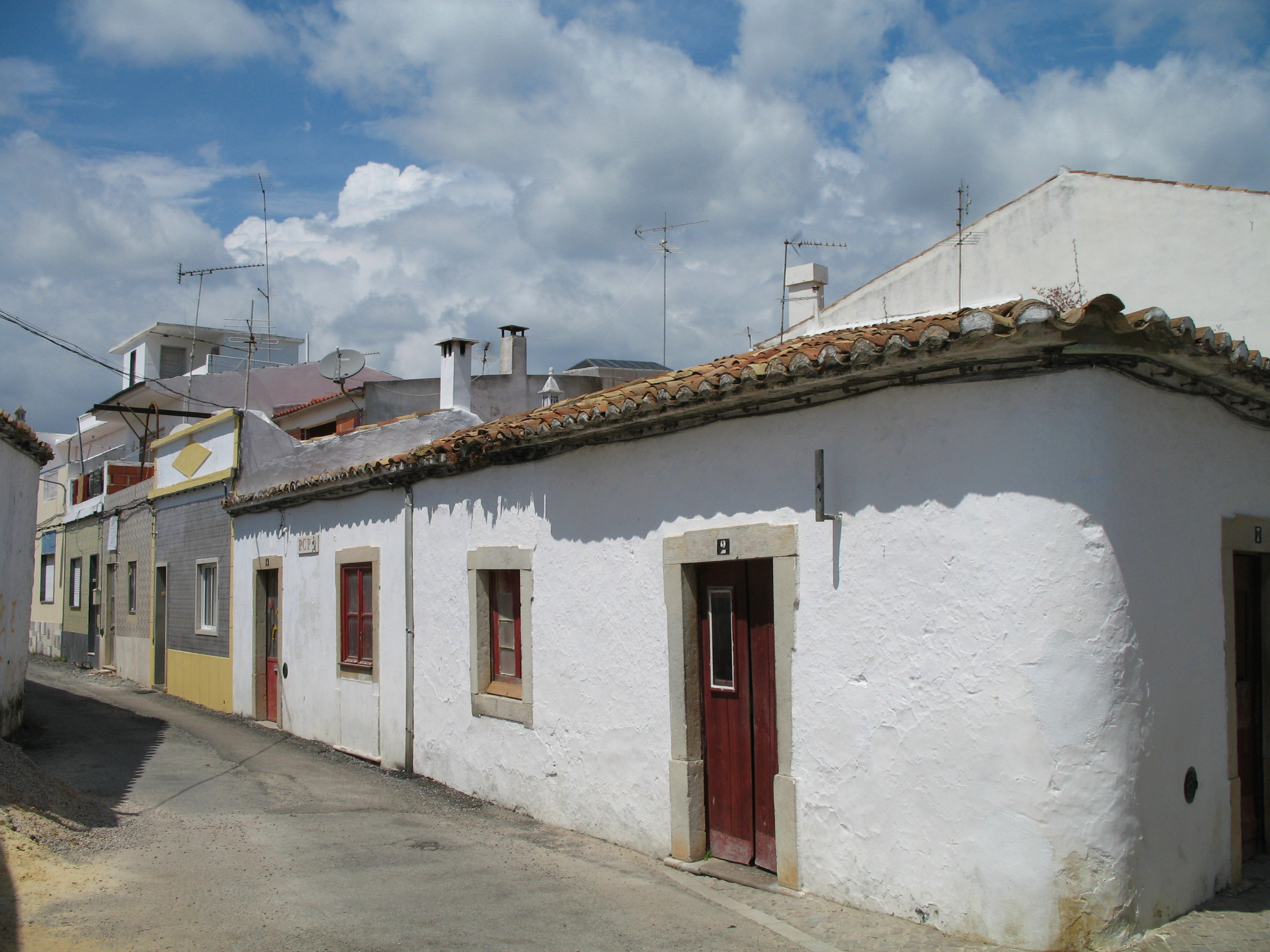
Huizen in São Brás de Alportel